# Rathkea rubence
Rathkea rubence is een hydroïdpoliep uit de familie Rathkeidae. De poliep komt uit het geslacht Rathkea. Rathkea rubence werd in 1951 voor het eerst wetenschappelijk beschreven door Nair. 